# Szczukowskie Górki (przystanek kolejowy)
Szczukowskie Górki (dawn. Górki Szczukowskie) – przystanek kolejowy w Szczukowskich Górkach, na zachód od Kielc, w województwie świętokrzyskim. Za przystankiem w kierunku Częstochowy znajduje się posterunek odgałęźny Szczukowice oraz łącznica nr 568 umożliwiająca wjazd na linię Warszawa Zachodnia – Kraków Główny Osobowy z pominięciem stacji węzłowej Kielce Główne.

## Ruch pasażerski
| Rok  | Wymiana pasażerska na dobę |
| ---- | -------------------------- |
| 2017 | 0-9                        |
| 2022 | 10-19                      |